# Sendang Mulyo
Sendang Mulyo is een bestuurslaag in het regentschap Muko-Muko van de provincie Bengkulu, Indonesië. Sendang Mulyo telt 430 inwoners (volkstelling 2010).